# Veteran (Wyoming)
Veteran és una concentració de població designada pel cens dels Estats Units a l'estat de Wyoming. Segons el cens del 2000 tenia 28 habitants.

## Demografia
Segons el cens del 2000, Veteran tenia 28 habitants, 11 habitatges, i 8 famílies. La densitat de població era de 8,1 habitants/km².
Dels 11 habitatges en un 27,3% hi vivien nens de menys de 18 anys, en un 81,8% hi vivien parelles casades, en un 0% dones solteres, i en un 18,2% no eren unitats familiars. En el 18,2% dels habitatges hi vivien persones soles el 18,2% de les quals corresponia a persones de 65 anys o més que vivien soles. El nombre mitjà de persones vivint en cada habitatge era de 2,55 i el nombre mitjà de persones que vivien en cada família era de 2,89.
Per edats la població es repartia de la següent manera: un 17,9% tenia menys de 18 anys, un 3,6% entre 18 i 24, un 17,9% entre 25 i 44, un 39,3% de 45 a 60 i un 21,4% 65 anys o més.
L'edat mediana era de 52 anys. Per cada 100 dones de 18 o més anys hi havia 109,1 homes.
Cap de les famílies estaven per davall del llindar de pobresa.

## Poblacions més properes
El següent diagrama mostra les poblacions més properes.